# Cèl·lula animal

Estructura d'una cèl·lula animal típica.

Una cèl·lula animal és un tipus de cèl·lula què es compon amb molts teixits en els animals. La cèl·lula animal es diferencia d'altres eucariotes, principalment de les cèl·lules vegetals, en que manca de paret cel·lular i de cloroplasts, i que posseeix vacúols més petits. A causa de l'absència d'una paret cel·lular rígida, les cèl·lules animals poden adoptar una gran varietat de formes, i fins i tot una cèl·lula fagocitària pot encerclar i engolir altres estructures. Està dividida en 14 parts: 
- Membrana cel·lular: És el límit extern de la cèl·lula formada per fosfolípid i la seva funció és delimitar la cèl·lula i controlar el que surt i entra de la cèl·lula.
- Mitocondri: Petita estructura cel·lular de doble membrana responsable de la conversió de nutrients en el compost ric en energia trifosfat d'adenosina (ATP), que actua com combustible cel·lular. Per aquesta funció que ocupen, respiració cel·lular, es diu que els mitocondris són el motor de la cèl·lula.
- Reticle endoplasmàtic rugós: rep el nom dels ribosomes que es troben adherits a la seva estructura, amb forma de sacs. La seva funció és la síntesi i emmagatzematge de proteïnes.[1]
- Reticle endoplasmàtic llis: està format per un conjunt de tubs que es comuniquen entre ells i amb el reticle endoplasmàtic rugós. Sintetitza la gran majoria de lípids que formen les membranes de la cèl·lula.
- Cromatina: Complex macromolecular format per l'associació d'àcid desoxiribonucleic o ADN i proteïnes bàsiques, les histones, que es troba al nucli de les cèl·lules eucariotes.
- Lisosoma: Sac delimitat per una membrana que es troba en les cèl·lules amb nucli (eucariotes) i conté enzims digestius que degraden molècules complexes. Els lisosomes abunden en les cèl·lules encarregades de combatre les malalties, com els leucòcits, que destruïxen invasors nocius i restes cel·lulars.
- Aparell de Golgi: Part diferenciada del sistema de membranes de l'interior cel·lular, que es troba tant en les cèl·lules animals com en les vegetals i té la funció de produir algunes substàncies i empaquetar-les a l'interior de les vesícules. Aquestes substàncies poden ser abocades a l'exterior, o bé quedar-se dintre de la cèl·lula.
- Citoplasma: El citoplasma comprèn tot el volum de la cèl·lula, excepte el nucli.[2] Engloba nombroses estructures especialitzades i orgànuls.
- Nucleoplasma: El nucli de les cèl·lules eucariotes és una estructura discreta que conté els cromosomes, recipients de la dotació genètica de la cèl·lula. Està separat de la resta de la cèl·lula per una membrana nuclear de doble capa i conté un material anomenat nucleoplasma. La membrana nuclear està perforada per porus que permeten l'intercanvi de material cel·lular entre nucleoplasma i citoplasma.
- Nucli cel·lular: És l'òrgan més gran en gairebé totes les cèl·lules animals i vegetals. Està envoltat per una membrana, és esfèric i ocupa unes 5 µm de diàmetre. Dintre del nucli, les molècules d'ADN i proteïnes estan organitzades en cromosomes que solen aparèixer disposats en parells idèntics. Els cromosomes estan molt retorçats i embullats i és difícil d'identificar-los per separat.
- Nuclèol: Estructura situada dintre del nucli cel·lular que intervé en la formació dels ribosomes (orgànuls cel·lulars encarregats de la síntesi de proteïnes). El nucli cel·lular conté típicament un o diversos nuclèols, que apareixen com zones denses de fibres i grànuls de forma irregular. No estan separats de la resta del nucli per estructures de membrana.
- Centríol: Cadascuna de les dues estructures de forma cilíndrica que es troben en el centre d'un orgànul de les cèl·lules eucariotes denominat centrosoma. A un parell de centríols se'l coneix amb el nom de diplosoma; aquests es disposen perpendicularment entre si.
- Ribosoma: Els ribosomes es troben en totes les cèl·lules i també dintre de dues estructures cel·lulars anomenades mitocondris i cloroplasts. Gairebé tots suren lliurement en el citoplasma (el contingut cel·lular situat fora del nucli), però molts estan enllaçats a xarxes de túbuls embolicats en membranes que ocupen tota la massa cel·lular i constituïxen l'anomenat reticle endoplasmàtic.
- Membrana plasmàtica: La membrana plasmàtica de les cèl·lules eucariotes és una estructura dinàmica formada per 2 capes de fosfolípids en les quals s'embeuen molècules de colesterol i proteïnes. Els fosfolípids tenen un cap hidròfil i dues cues hidròfobes. Les dues capes de fosfolípids se situen amb els caps cap a fora i les cues, enfrontades, cap a dintre. És a dir, els grups hidròfils es dirigeixen cap a la fase aquosa, els de la capa exterior de la membrana cap al líquid extracel·lular i els de la capa interior cap al citoplasma.